# David Ogden Stiers
David Allen Ogden Stiers (Peoria (Illinois), 31 d'octubre de 1942 – Newport (Oregon), 3 de març de 2018) fou un comediant i actor estatunidenc.
Va morir el 3 de març de 2018 a causa d'un càncer de bufeta.
Com a músic, Stiers ha estat director hoste a més de 50 orquestres en Nord Amèrica i mantingué una posició com a director associat de l'Orquestra Sinfonica i la Newport Ernest Bloch Music Festival.

## Carrera

### Primers anys
Stiers va nàixer a Peoria (Illinois), fill de Margaret Elizabeth (nascuda Ogden) i Kenneth Stiers Truman. Va anar a la High School Urbana, al mateix temps que el crític cinematogràfic Roger Ebert. De seguida es va traslladar a Eugene, Oregon, on es diploma i va a la universitat d'Oregon per un breu període.
De seguida es va transferir a San Francisco, on s'exhibeix amb el Califòrnia Shakespeare Theater, San Francisco Actors Workshop, i el grup d'improvisació El Comitè, i entre els seus membres en aquell període trobem Rob Reiner i Hesseman Howard. Poc després, Stiers estudia actuació a la Juilliard. Durant els seus estudis, Stiers va ser triat com a mentor de l'actor teatral John Houseman i després s'unirà a la Companyia Teatral City Center.

### Els primers crèdits
No obstant l'èxit a Nova York, Stiers va tornar a Califòrnia i va passar a la televisió. Els seus primers crèdits inclouen Mary Tyler Moore, El tinent Kojak i Rhoda. Stiers també va aparèixer a Charlie's Angels i li va ser ofert un paper en el show, però Stiers va refusar.

### L'èxit amb M*A*S*H
El 1977, Stiers, que forma part de la icona de televisió CBS-TV, entra en el repartiment de la sitcom M*A*S*H. Com el Major Charles Emerson Winchester III, Stiers va emplenar la buidor creada per la marxa de l'actor Larry Linville i el seu personatge Frank Burns. Pel seu retrat de l'ampul·lós noble, Stiers ha rebut dos Premis Emmy.

### Altres feines a la televisió
Després de M*A*S*H, Stiers va ampliar la seva feina a la televisió, amb aparicions regulars a Nord i Sud; Star Trek: The Next Generation, S'ha escrit un crim, i juntament amb Frasier, apareix a Dos nois i una noia com l'honorable Bauer. A més ha fet aparicions a ALF i Matlock. També és present en dos projectes televisius, Love & Money i Lliga de la Justícia (com Martian Manhunter). El 2002, Stiers comença un paper com a reverend Purdy, després l'èxit de Network show The Dead Zones, amb Anthony Michael Hall. El 2006, ha estat llançat com a Oberoth en Stargate Atlantis. Stiers també surt en nombrosos telefilms de Perry Mason el 1980 com el procurador Michael Reston. Irònicament, Stiers apareixia com un assassí cec en un episodi de Matlock, sèrie de televisió.

### Cinema
Amb un ampli currículum televisiu, Stiers comença a actuar en algunes pel·lícules. Els seus primers treballs són L'últim partit de Jack Nicholson i la comèdia de George Burns, Bentornat Déu! Segueix amb rols a Harry's War, Bette Off Dead, L'home de la sabata vermella, El turista accidental, Voluntat de ferro, Doctor Hollywood i De jungla a jungla.
En els anys noranta, Stiers ha format part del repartiment de Woody Allen en Ombres i boira, Poderosa Afrodita, Tothom diu "I love you", i La maledicció de l'escorpí de Jade.

### Doblador
Amb una veu poderosa, Stiers l'ha posada en dotzenes de pel·lícules i projectes televisius. La seva primera feina va ser en una de les primeres pel·lícules de George Lucas, aclamada per la crítica, THX 1138, on ell va ser erròniament anunciat com "David Ogden Manzi". Stiers va doblar la pel·lícula documental de la PBS, com projecte de Nova York de Ric Burns: un documental i la sèrie The American Experience, dirigida per Ric Burns. A més, ha col·laborat amb la Disney en vuit pel·lícules d'animació, com  Beauty and the Beast (com a Tockins i narrador),  El geperut de Notre Dame (com l'Arxidiàcon) i Pocahontas (com el governador Ratcliffe i Wiggins), Atlantis: L'imperi perdut (com el senyor Harcourt), i Lilo & Stitch (com a Jumba Jookiba). A més ha doblat Gryzlikoff en Darkwing Duck i Mr. Jolly en Teacher's Pet. També el rei i el primer ministre en el curtmetratge El gat que semblava un rei, el 2004. En els darrers anys, Stiers ha posat la seva veu a diversos videojocs, com Icewind Dale, Kingdom Hearts II, Uru: Ages Beyond Myst i Myst V: End of Ages. Recentment ha posat la seva veu en Batman: El misteri de Batwoman i com El pingüí.

## Filmografia
- 1971: L'últim partit (Drive, He Said): Pro Owner
- 1976: Els Àngels de Charlie (Charlie's Angels) (sèrie de TV; episodi pilot): Scott Woodville (actor).
- 1977: The Mary Tyler Moore Show (sèrie de TV): Mel Price (actor).
- 1978: Màgic: Todson
- 1977-1983: MASH: Charles Emerson Winchester III
- 1985-1986: Nord i Sud: Sam Greene
- 1987: J. Edgar Hoover (telefilm): Franklin D. Roosevelt (actor).
- 1988: El turista accidental (The Accidental Tourist): Porter (actor)
- 1988: Una altra dona (Another Woman): el pare de Marion, de nen
- 1989: The Final Days (telefilm): Alexander Haig (actor).
- 1991:  Beauty and the Beast (animació): Cogsworth / Narrador (doblatge).
- 1991: Doctor Hollywood: el prefecte Nick Nicholson (actor).
- 1991: Star Trek: The Next Generation (sèrie de TV): Dr. Timicin (actor).
- 1992: Ombres i boira (Shadows and Fog): Hacker (actor).
- 1995: Poderosa Afrodita (Mighty Aphrodite): Laius (actor).
- 1995: Males companyies (Bad Company): El jutge Justin Beach
- 1995: Pocahontas (animació): el governador Ratcliffe i Wiggins (doblatge).
- 1995: Steal Big, Steal Little: El jutge Winton Myers (actor).
- 1996: El geperut de Notre Dame (animació): arxidiacon (doblatge).
- 1996: Tothom diu "I love you" (Everyone Says I Love You): Arnold Spence
- 1997: Beauty and the Beast: The Enchanted Christmas (animació): Cogsworth (doblatge).
- 1997: Meet Wally Sparks: el governador Floyd Preston
- 1998: Pocahontas II: Journey to a New World (animació): Ratcliffe (doblatge).
- 2001: Gresca de solters (Tomcats): Dr. Crawford (actor).
- 2001: Atlantis: l'imperi perdut (animació): Fenton Q. Harcourt (doblatge).
- 2001: El Majestic (The Majestic): Doc Stanton
- 2001: La maledicció de l'escorpí de Jade (The Curse of the Jade Scorpion): Voltan
- 2002: Lilo & Stitch (animació): Dr. Jumba Jookiba (doblatge).
- 2003: Stitch! The Movie: Dr. Jumba Jookiba (doblatge).
- 2004: The Cat That Looked at a King: rei/primer ministre (doblatge).
- 2005: La increïble però certa història de la Caputxeta Vermella (Hoodwinked!) (Inspector Nicky Flippers, veu)
- 2006: Leroy & Stitch (TV): Dr. Jumba (doblatge).
- 2006: Worst Week of My Life (sèrie de TV; episodi pilot): Jenson (actor).
- 2009: Not Dead Yet
- 2011: El gat amb botes (animació): Baloo the Bear (doblatge).

- 2015: Rizzoli & Isles - serie TV, 2 episodis
- 2017: Neil Stryker and the Tyrant of Time
- 2017: The Joneses Unplugged - telefilm